# Hirai Yasutarō
Hirai Yasutarō (jap. 平井 泰太郎; * 15. Oktober 1896 in Kōbe, Japan; † 2. Juli 1970) war japanischer Wirtschaftswissenschaftler. Er beschäftigte sich vor allem mit den Problemen der Allgemeinen Betriebswirtschaftslehre sowie des internationalen Rechnungs- und Prüfungswesens.

## Leben
Hirai besuchte die Handelshochschule Kōbe und anschließend die Handelshochschule Tokio (heute Hitotsubashi-Universität). 1922 bis 1924 studierte er in Europa, unter anderem bei Heinrich Nicklisch in Berlin und Fritz Schmidt in Frankfurt am Main. Nach seinem Aufenthalt in Europa ging er in die USA.
Zurück in Japan wurde er Professor für Betriebswirtschaftslehre an der Universität Kōbe. 1926 war er einer der Gründer der Japanischen Gesellschaft für Betriebswirtschaftslehre.
1937 bis 1938 hielt er sich erneut in Deutschland und den USA auf.
Besonders durch sein Engagement wurde 1949 an der Universität Kōbe eine selbständige betriebswirtschaftliche Fakultät gegründet, die erste Japans.
Er war treibende Kraft bei der Schaffung eines neuen Titels für besondere wissenschaftliche Leistungen in Japan, den Doctor of Business Administration. 1951 wurde er mit Grundlagen der Planwirtschaft (Toseikeizai no Teiru) erster Träger des Titels. 1960 wurde er emeritiert.
Der Verband der Hochschullehrer für Betriebswirtschaft nahm in 1968 als Ehrenmitglied auf.

## Werke
- mit Alfred Isaac (Hrsg.): Quellenbuch der Betriebswirtschaftslehre. Berlin 1925.
- Einführung in die Betriebswirtschaftslehre. (Keieigaku Nyumon.) Tokio 1932.
- Allgemeine Betriebswirtschaftslehre. (Keieigaku Tsuron.) Tokio 1935.
- mit Paul Deutsch (Hrsg.): Neues Betriebswirtschaftliches Quellenbuch. Leipzig 1938.
- Planwirtschaft und Betriebswirtschaftslehre. (Toseikeizai to Keieikeizai.) Tokio 1942.
- Grundlagen der Planwirtschaft. (Toseikeizai no Teiru.) Tokio 1951.
- (Hrsg.): Handwörterbuch der Betriebswirtschaftslehre. (Keieigaku Jiten.) Tokio 1952.